# Djourf Al Ahmar
Djourf Al Ahmar er et af de fire departementer, som udgør regionen Ouaddaï i Tchad.
12°45′50″N 20°27′58″Ø / 12.7639°N 20.4661°Ø